# Oscar Strático
Óscar Salvador Nicolas Strático (* 19. ledna 1956) je bývalý argentinský zápasník.

## Sportovní kariéra
S judem začínal počátkem sedmdesátých let dvacátého století v Buenos Aires v tréninkové skupině Norberta Áspery. V roce 1976 se účastnil olympijských her v Montréalu, kde prohrál v lehké váze do 70 kg ve druhém kole s Italem Ezio Gambou. V dalších letech kombinoval několik zápasnických stylů.
V roce 1980 přišel o start na olympijských hrách v Moskvě kvůli bojkotu.
V roce 1984 startoval na olympijských hrách v Los Angeles v olympijském zápasu ve volném stylu a řecko-římském stylu. V obou stylech prohrál zápasy technickou převahou svých soupeřů. Na stejných olympijských hrách v Los Angeles reprezentoval Argentinu v judu jeho mladší bratr Alejandro.